# Centre Haltia de la nature finlandaise
Le centre Haltia de la nature finlandaise(finnois : Suomen luontokeskus Haltia) est un bâtiment situé dans le quartier de Nuuksio à Espoo en Finlande.

## Présentation
L'édifice, en éléments de bois massif, est conçu par Rainer Mahlamäki . 
Le centre Haltia est construit à proximité du parc national de Nuuksio par la société immobilière Nuuksiokeskus Oy dont les actionnaires sont le Metsähallitus, la ville d'Espoo et Solvalla Nedre Ab.
Le fonctionnement du centre est financé par le Metsähallitus, Solvalla Nedre Ab et les municipalités de Espoo, Helsinki, Kauniainen, Kirkkonummi, Vantaa et Vihti. 
Le centre qui présente la nature finlandaise vise les visiteurs proches et distants.

## Galerie

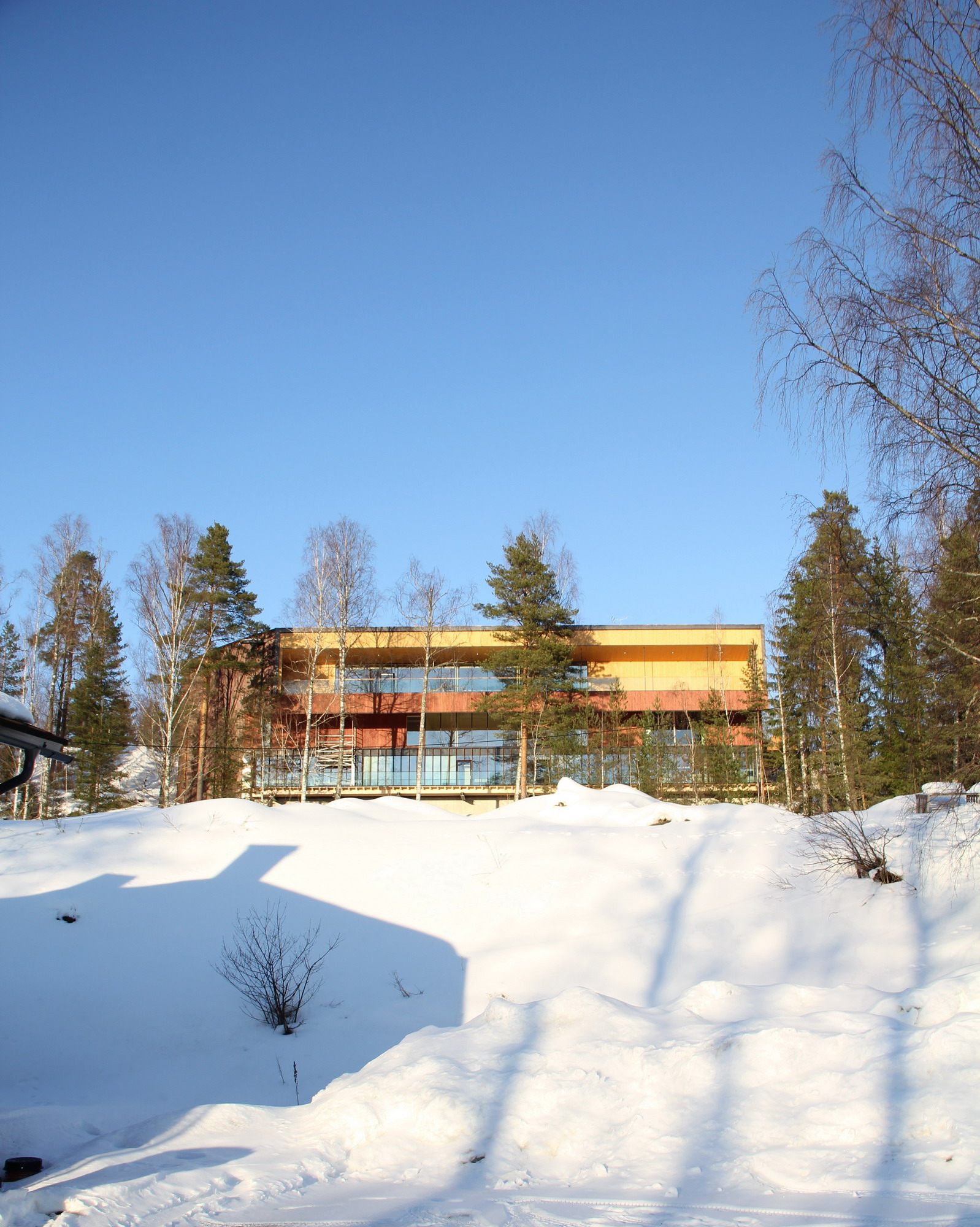
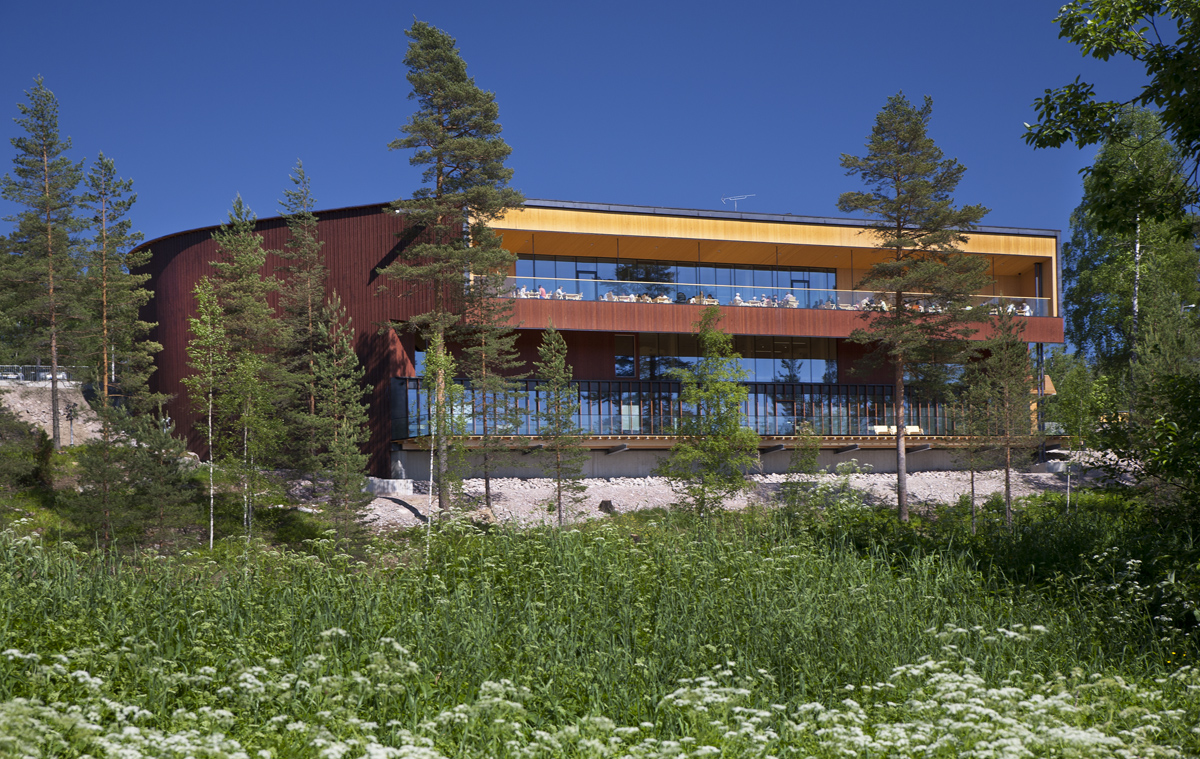
Façade donnant sur le lac Nuuksion Pitkäjärvi.
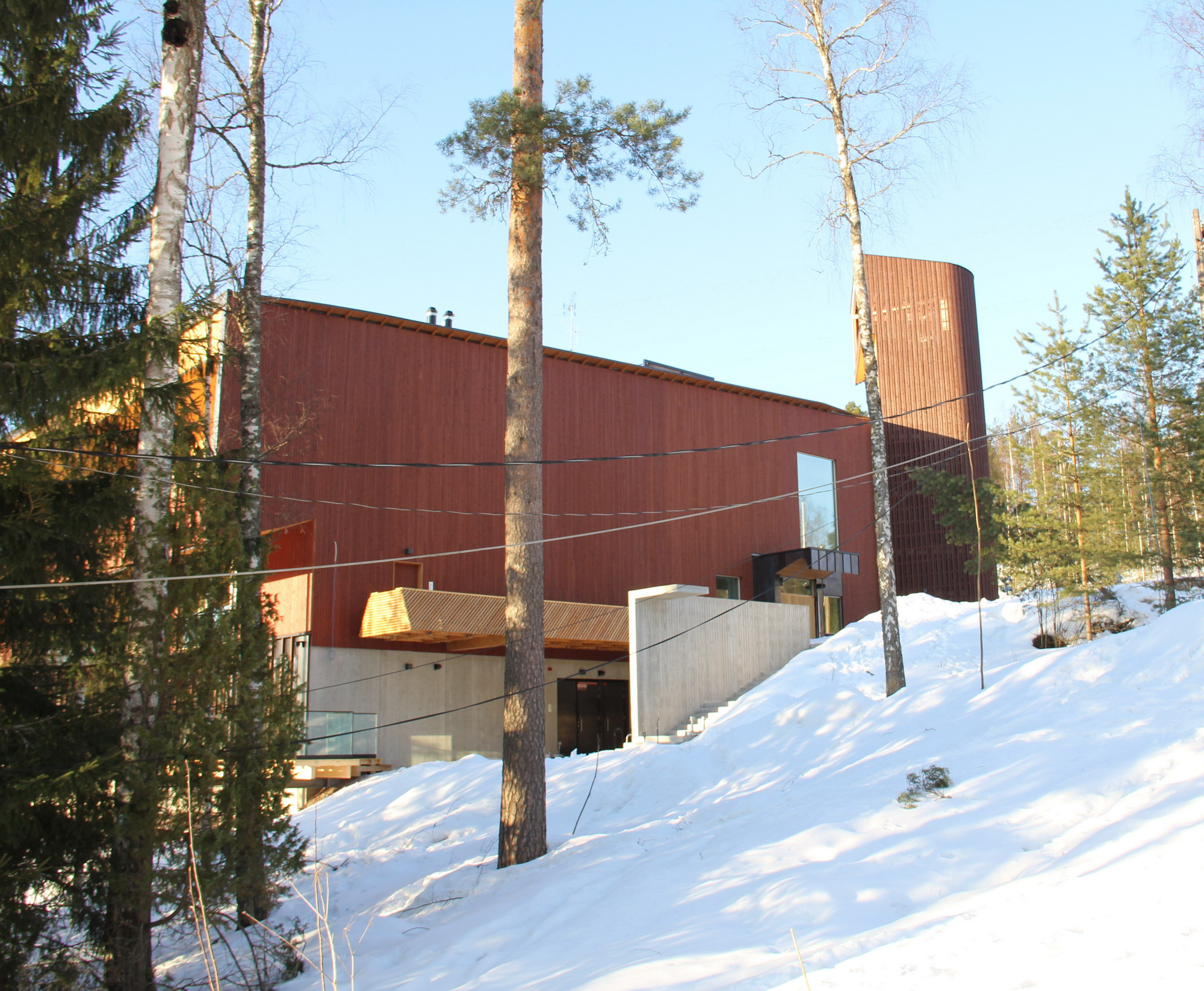
Façade Est, La tour d'observation est dirigée vers le parc national.